# Île Link
L'île Link est une île de l'Antarctique, située dans l'océan Atlantique sud.

## Géographie
Elle est située dans le nord des Duroch Islands, à 6 km au nord-ouest d'Halpern Point (en) (Péninsule de la Trinité).

## Histoire
La Chilean Antarctic Expedition (en) l'a cartographiée en 1947-1948. L'Advisory Committee on Antarctic Names l'a nommée en l'honneur de David A. Link, un membre de l'United States Antarctic Program qui fit des recherches géologiques sur l'île en 1960-1961.